# 阿米奇环形山
阿米奇环形山(Amici)是月球背面赤道山区的一座撞击坑，其名称取自意大利天文学家及光学与植物学家乔瓦尼·巴蒂斯塔·阿米奇(Giovanni Battista Amici，1786年-1863年)，1970年被国际天文联合会正式批准接受。

## 描述

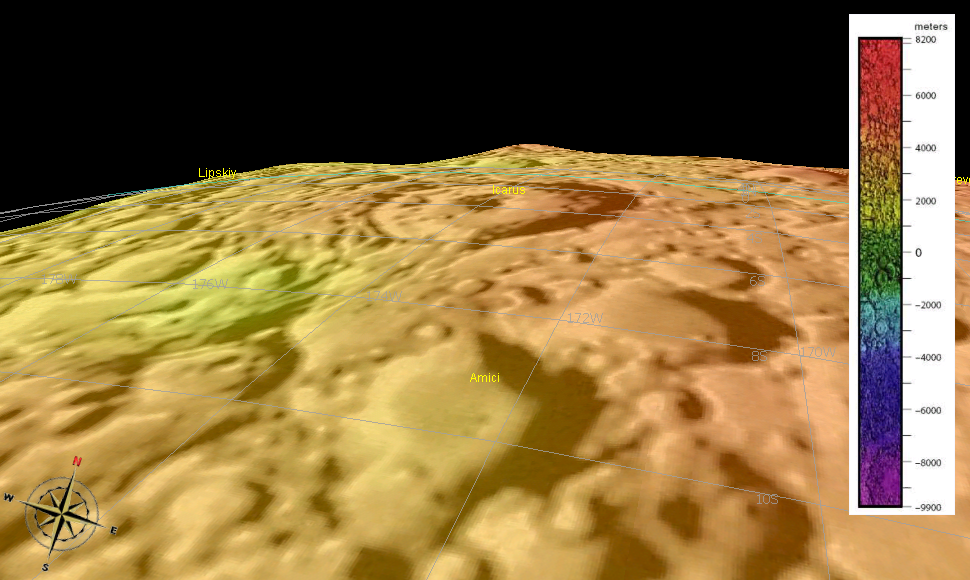
计算机生成的阿米奇环形山图像(中下部)，颜色显示了高度(详见右表)。

该陨坑西北紧邻代达罗斯环形山、北面坐落着伊卡洛斯环形山、西南和南面分别为拉卡环形山和麦凯勒环形山。陨坑中心月面坐标为10°04′S 172°14′W / 10.06°S 172.23°W，直径52.03公里，深度2.4公里。

该陨石坑壁沿呈多边形状，因后续撞击而明显磨损。南侧坑壁上穿过一道裂谷，一直延伸到卫星坑"阿米奇 M"；陨坑壁平均高出周边地形1160米，内部容积2400公里³。碗状的坑底相对较为平坦，表面无突出的撞击坑，但散布着一些细小的陨坑。

## 卫星陨石坑

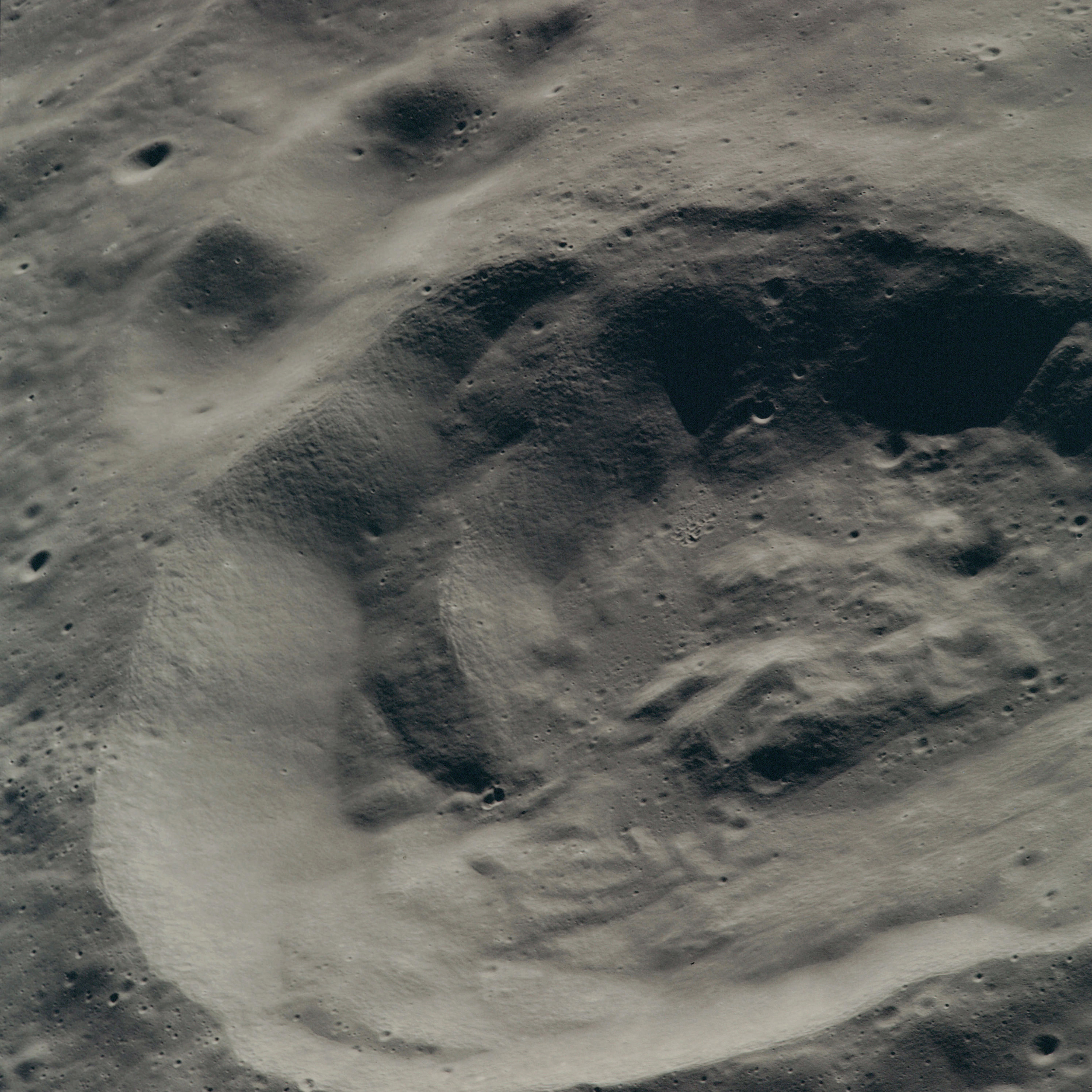
阿波罗8号拍摄的卫星坑"阿米奇 T"特定。

按惯例，最靠近阿米奇环形山的卫星坑在月图上以字母标注在该坑中心点的旁边。
| 阿米奇 | 纬度    | 经度     | 直径     |
| ------ | ------- | -------- | -------- |
| M      | 11.8° S | 171.9° W | 105 公里 |
| N      | 11.8° S | 172.5° W | 39 公里  |
| P      | 12.3° S | 174.1° W | 31 公里  |
| Q      | 12.0° S | 175.7° W | 47 公里  |
| R      | 11.4° S | 175.2° W | 34 公里  |
| T      | 9.7° S  | 174.0° W | 43 公里  |
| U      | 8.7° S  | 175.5° W | 96 公里  |

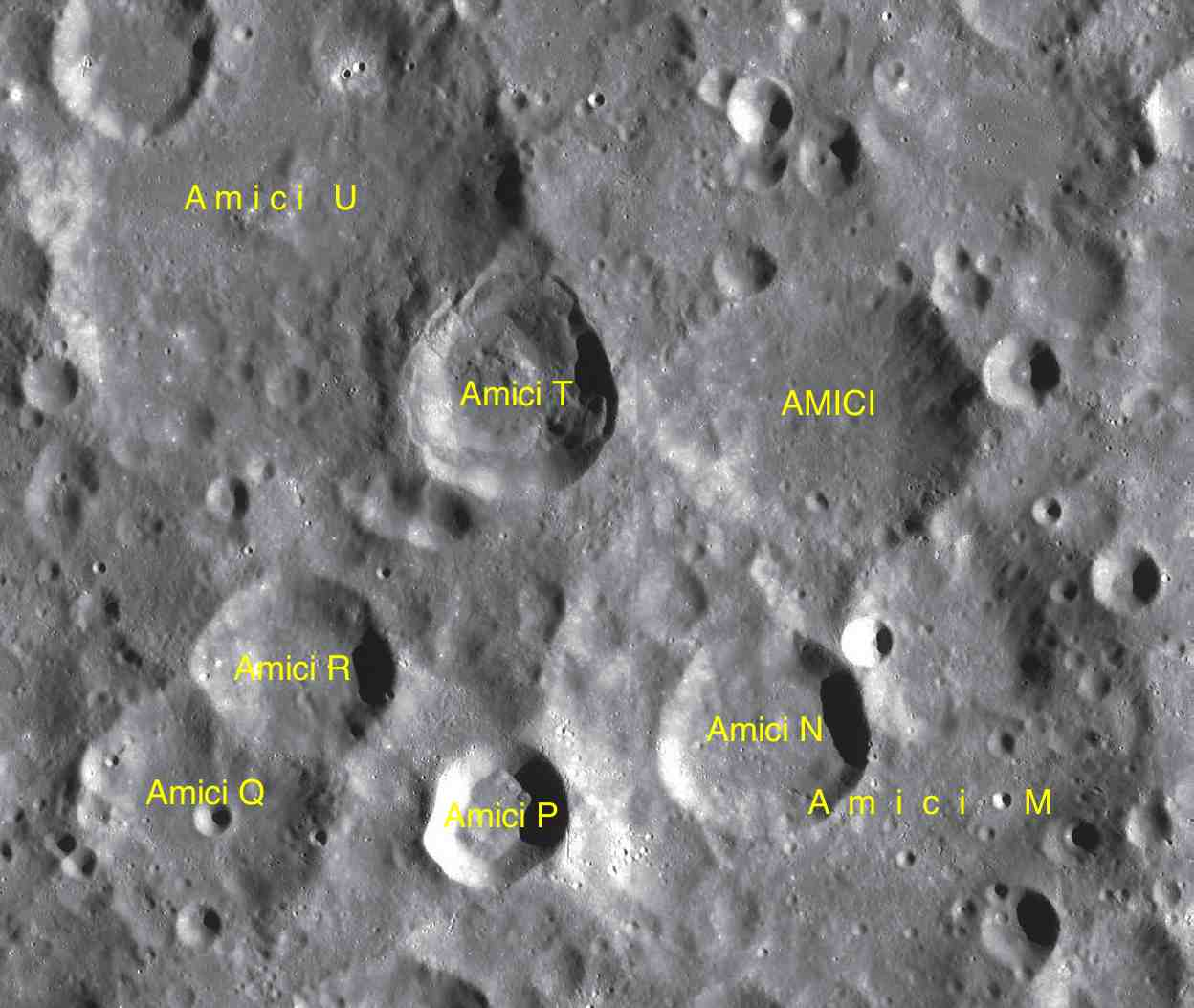
LAC-86 月图

- 卫星坑"阿米奇 M"和"阿米奇 U"形成于前酒海纪[3]；
- 卫星坑"阿米奇 N"和"阿米奇 R"形成于酒海纪[3]；
- 卫星坑"阿米奇 T"形成于爱拉托逊纪[3]。